# Faustino Goico-Aguirre
Faustino Goicoechea Aguirre (Oviedo, 9 de enero de 1906 - Madrid, 27 de julio de 1987) fue un pintor, escultor e ilustrador español.

## Biografía
Se inició en el arte bajo el magisterio de Víctor Hevia Granda en la Escuela de Artes y Oficios de Oviedo. Siendo muy joven (con 16 años), ganó por concurso-oposición una beca para seguir estudiando en la Escuela de Bellas Artes de San Fernando en Madrid, donde tras sus estudios obtuvo el título de profesor de Dibujo.
En 1926 participa en una exposición colectiva de Artistas Asturianos, organizada por el Ateneo Obrero de Gijón.
En 1929 la Diputación de Oviedo le concedió una beca para ampliar estudios en Roma, donde pasó un año formándose en el estudio y conocimiento de los clásicos, lo cual le permitió forjar un estilo propio. Al regresar de Italia, llevó a cabo una exposición en el Ateneo Popular de Oviedo, con el material que trajo, que tuvo mucho éxito.
En 1930, viaja a París, para conocer de cerca las tendencias escultóricas del momento. Con los trabajos realizados durante su estancia, llevó a cabo una exposición en la Galería de Arte Contemporáneo de París, que fue un gran éxito, y, este le permitió ser un escultor español respetado y reconocido y reconocido por la crítica.
En 1933 comienza su carrera como docente en un centro de enseñanza secundaria como profesor de Dibujo en Luarca. Allí se casa con su prima Julia Suárez del Otero Aguirre, y a partir de 1935 renuncia a su plaza de profesor para dedicarse exclusivamente a hacer frente a sus cuantiosos encargos, tanto de instituciones públicas como de personas privadas dedicándose así plenamente a la escultura.
En 1935, montó un estudio en Oviedo y posó para el pintor ovetense Magín Berenguer.
El inicio de la guerra civil afectó a su carrera. Comenzó a realizar dibujos y caricaturas políticas para el periódico Avance que se publicaba en Gijón. El gobierno republicano de Madrid lo nombró delegado provincial de Bellas Artes, y eso le permitió poder salvaguardar algunas obras de arte de su posible destrucción, como ocurrió con la imagen de la Virgen de Covadonga que consiguió llevar a Gijón y que años después aparecería intacta en la embajada de España en París.
En 1936 realizó los relieves de la fachada del edificio del Instituto Nacional de Previsión, pasando a convertirse en una escultura urbana de Oviedo.

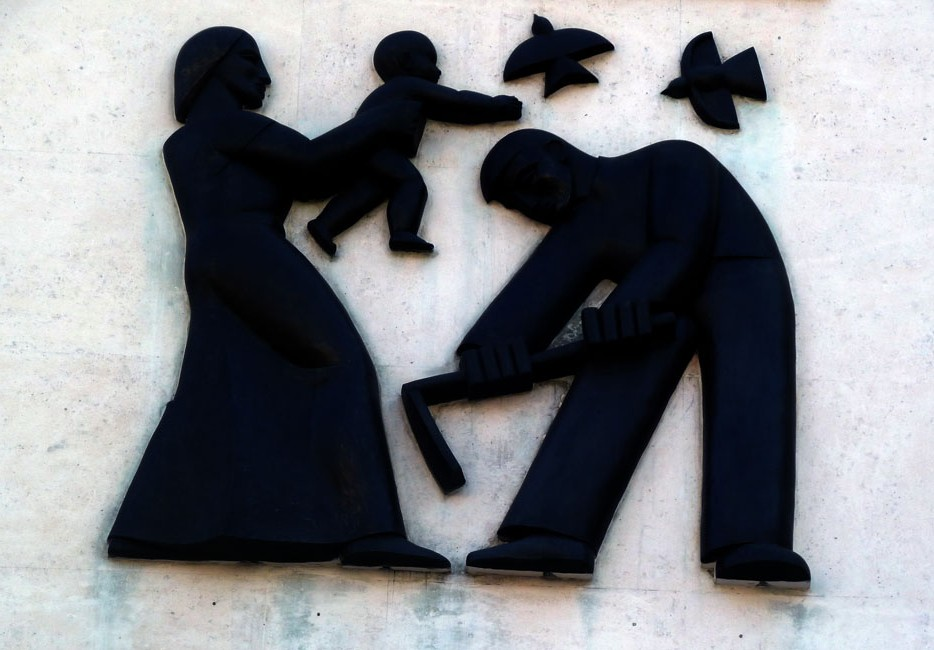
Relieves del Instituto Nacional de Previsión
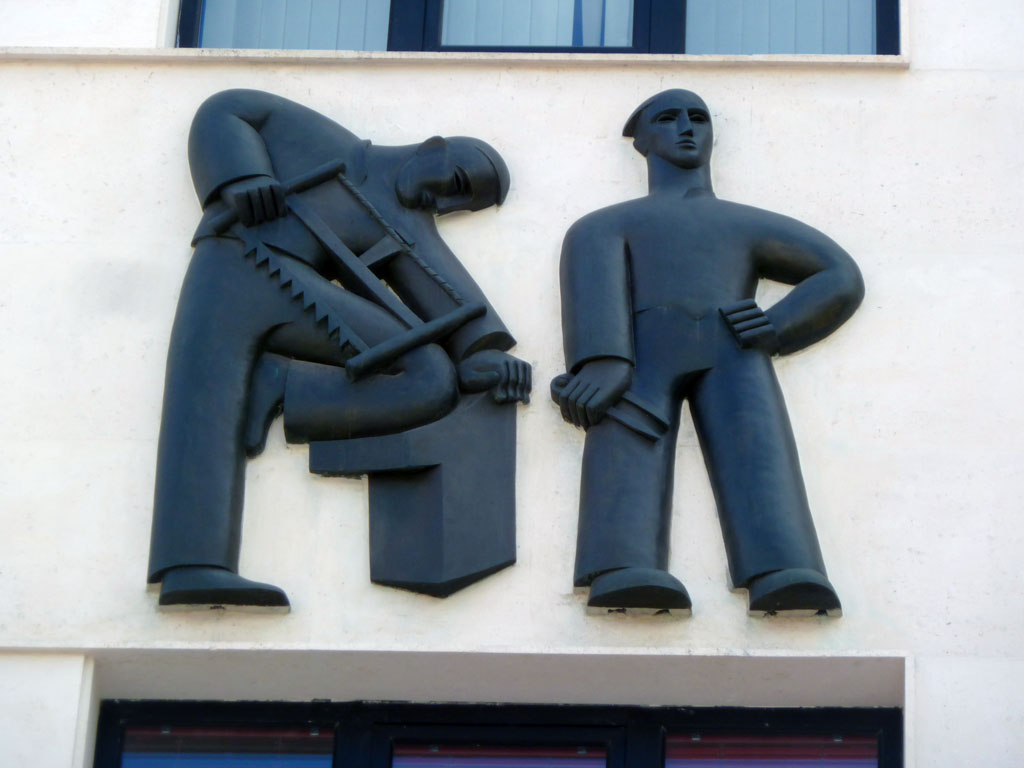
Relieves del Instituto Nacional de Previsión

Cuando se produjo la caída del frente de Asturias fue detenido, juzgado y condenado a muerte, pese a que más tarde le sería conmutada la pena de muerte por cinco años de cárcel (1938-1943). En 1947, realizó una serie de acuarelas que al exponerse en el Museo de Arte Contemporáneo de Madrid tuvo un gran éxito.
Realizó ilustraciones de libros, y trabajos para el periódico España de Tánger, entre otros periódicos. También realizó dibujos para el cine y, sobre todo, se dedicó a la producción de acuarelas (caracterizadas por la solidez de su construcción, la claridad y la sencillez figurativas), que expuso con éxito, constituyendo una de sus principales formas de expresión.
Su obra pictórica está presente en numerosas salas y colecciones particulares, mientras que sus mejores obras escultóricas se encuentran en el Museo de Bellas Artes de Asturias, con sede en Oviedo, o en la fachada del antiguo Instituto Nacional de Previsión (Oviedo), los conocidos como "Relieves del Instituto Nacional de Previsión".